# Brodifakum
Brodifakum je vysoce toxická bromovaná organická sloučenina. Působí jako antikoagulans, zabraňuje srážení krve. V posledních letech se tato látka stala jedním z nejšířeji používaných pesticidů na světě. Typicky se využívá jako rodenticid, ale také pro boj se škůdci patřící mezi větší savce, například s possumy.
Brodifakum, podobně jako většina antikoagulancií, má výhodu v tom, že jedním z prvních účinků je dehydratace, která nutí hlodavce, aby opustil lidský příbytek a hledal vodu. Výsledkem je, že je menší pravděpodobnost, že budou v tomto příbytku zůstávat mrtví škůdci. Navíc dehydratovaná těla rychleji vysychají a mohou bez zápachu podlehnout mumifikaci.

## Toxikologické vlastnosti
Brodifakum má podobné účinky jako jeho prekurzory dikumarol a warfarin. Díky velmi vysoké potenci a dlouhodobému účinku (eliminační poločas je 20 – 130 dnů) bývá označován jako „druhá generace“ antikoagulancií nebo jako „superwarfarin“.
Brodifakum inhibuje enzym epoxidreduktázu vitaminu K. Tento enzym je potřebný pro obnovu vitaminu K v jeho cyklu z epoxidu tohoto vitaminu. Proto brodifakum soustavně snižuje hladinu aktivního vitaminu K v krvi. Vitamin je potřeba pro syntézu důležitých látek včetně protrombinu, který je nezbytný pro srážení krve. Narušení tohoto mechanismu postupně sílí, až krev efektivně ztrácí jakoukoli srážlivost.
Navíc brodifakum (stejně jako jiná antikoagulancia v toxických dávkách) zvyšuje permeabilitu[zdroj?] krevních vlásečnic, plazma i krev samotná tak začíná unikat z nejmenších cév. Otrávený živočich podléhá stále silnějšímu vnitřnímu krvácení, které vede k šoku, ztrátě vědomí a nakonec k smrti.
Brodifakum je látka velmi toxická pro savce a ptáky, extrémně toxická pro ryby. Silně podléhá bioakumulaci vzhledem k lipofilnímu charakteru a extrémně pomalé eliminaci.
Zde jsou příklady akutních smrtelných dávek (LD50) pro různé živočichy (savce):
- potkan (orálně) 0,27—0,30 mg/kg
- myš (orálně) 0,40 mg/kg
- králík (orálně) 0,30 mg/kg
- morče (orálně) 0,28 mg/kg
- kočka (orálně) 0,25 mg/kg
- pes (orálně) 0,25 mg/kg

LD50 pro různé ptáky se pohybuje v řádu 1 – 20 mg/kg
Smrtelná koncentrace (LC50) pro ryby:
- pstruh (expozice 96 h) 0,04 ppm[5]

Vzhledem k takto vysoké toxicitě pro různé savce se brodifakum klasifikuje jako vysoce toxická látka (T+; LD50 < 25 mg/kg). Protože je perzistentní a má kumulativní potenciál a vysokou toxicitu pro různé volně žijící druhy, považuje se také za významný polutant (N; nebezpečný pro životní prostředí). Je třeba zmínit schopnost látky procházet neporušenou kůží; proto je třeba s komerčními přípravky s jeho obsahem (i s látkou samotnou) nakládat velmi opatrně.
Odhadovaná smrtelná dávka pro dospělého muže (tělesná hmotnost 60 kg) je bez léčby cca 15 mg. Ovšem vzhledem k nízkým koncentracím používaným u otrávených návnad (obvykle 10–50 mg/kg návnady, tedy 0,001 — 0,005 %), pomalému nástupu symptomů a existenci vysoce účinného antidota (správně dávkovaný vitamin K1) se brodifakum považuje za relativně málo nebezpečné pro člověka.